# Knock (personaje)
Herr Knock es un personaje de la película clásica de terror gótico expresionista muda Nosferatu, eine Symphonie des Grauens (1922) y de su remake Nosferatu (2024).
Es un hombre que dirige una agencia inmobiliaria y vive en la ciudad alemana de Wisborg.
El personaje está basado en Renfield de la novela de terror gótico Drácula (1897) del escritor Bram Stoker.
Es interpretado por el actor Alexander Granach en Nosferatu, eine Symphonie des Grauens (1922) y por el actor Simon McBurney en Nosferatu (2024).

## Biografía
Knock es el director de la agencia inmobiliaria en la que trabaja Thomas Hutter. Se sabe poco sobre él, pero paga bien a sus empleados. Su actitud es excéntrica. Cuando el Conde Orlok establece contacto psíquico a larga distancia con él, se vuelve loco de una manera similar a Renfield de la novela Drácula, diagnosticado como un "maniaco zoófago".
Proclama la venida del "Maestro" y está obsesionado con la sangre y las arañas. Se escapa del asilo y muestra extrema agilidad huyendo de sus perseguidores. Cuando Orlok es destruido, declara que "El Maestro está muerto", aunque no está presente para verlo.

## Cine
Herr Knock ha sido interpretado por varios actores en diferentes adaptaciones cinematográficas.
- Alexander Granach en Nosferatu, eine Symphonie des Grauens (1922).
- Simon McBurney en Nosferatu (2024)[2]